# タイパン
タイパン（学名：Oxyuranus scutellatus）は、コブラ科タイパン属に分類されるヘビ。特定動物。有毒。名称はクイーンズランド州北部に暮らすアボリジニであるウィク・ムンカン族（Wik-Mun(g)kan）の言語 の tay-pan を由来とする。

## 分布
O. s. canniとO. s. scutellatusの2亜種が存在し、前者がニューギニア島南部、後者がオーストラリア北部に生息する。

## 形態
全長は平均1.5〜2.0m、最大全長は2.9m。体形は細い。
キングブラウンスネークに次いでオーストラリアで2番目に大きい毒蛇である。
体色は淡褐色や暗褐色で、頭部は明色だが成長に伴い暗色になる。眼は大型で、虹彩は赤い。

## 生態
沿岸部、森林地帯、放牧地、耕作地など幅広い環境に生息する。オーストラリア北東部のクイーンズランド州ではサトウキビ畑でよく見られ、畑に生息するネズミを餌に繁殖している。夏季以外は日中に活動し、夜間は放棄されたネズミの穴や丸太の中に潜んでいる。
食性は動物食で、主に小型哺乳類を食べる。獲物に素早く噛みついた後一旦放し、毒の影響で動かなくなったところを捕食するが、このようにすることで獲物から反撃を受ける可能性を抑えている。タイパンにとってもまた、げっ歯類の鋭い歯や爪による攻撃は致命的と成り兼ねないのである。
繁殖形態は卵生で、1回に3-25個の卵を産む。卵は60-70日程で孵化する。
性格は荒く、攻撃も素早い。始めは脅威から逃げ出そうとするが、追いつめられたと感じると非常に攻撃的になる。本種に噛まれた傷を見ると歯型が複数付いていることがあるが、これは複数回に亘って攻撃している証拠であり、本種の攻撃性の高さをうかがわせる。

### 毒
本種の毒は陸生の毒蛇の中で3番目に強く（LD50=0.099ｍｇ/kg）、その主成分は強力な神経毒である。また、出血毒や溶血毒も含む。毒量も多く、一噛みで注入する毒の量は成人男性の致死量の10～12倍とされる。1956年に連邦血清研究所により血清が開発されるまで、ほぼ全ての咬傷が致命的であった。現代でも未治療の場合の致死率は100%に近いとされる。その一方で、この毒を止血剤として活用する研究も進められている。

## 亜種
- Oxyuranus scutellatus canni　Slater, 1956
ニューギニア島南部に生息。体色は暗褐色。
- Oxyuranus scutellatus scutellatus　(Peters, 1867)
オーストラリア北部に生息。体色は淡褐色。

## 近縁種
タイパンは主に沿岸部に生息するが、オーストラリアの内陸部には、近縁種のナイリクタイパン O. microlepitodus（英名 Fierce Snake）が生息する。ナイリクタイパンは陸生の毒蛇の中で最も強力な毒を持つと言われ、一噛みで成人男性100人、マウスなら12万5000匹を殺せるという。しかし住む場所が限定されるため人との接触はごく少なく、更に沿岸部のタイパンとは対照的に性格は穏やかで臆病なため被害は殆どない。また血清も存在する。